# Valerie Gearon
Valerie Gearon est une actrice galloise, née le 27 septembre 1937 à Newport, et morte le 9 juillet 2003 à Bath.
Elle était mariée au producteur William Rory Gowans (1962–1970).

## Filmographie
- 1963 : À neuf heures de Rama
- 1965 : Invasion
- 1969 : Anne des mille jours